# Machimus katharinae
Machimus katharinae är en tvåvingeart som beskrevs av Oskar Theodor 1980. Machimus katharinae ingår i släktet Machimus och familjen rovflugor.
Artens utbredningsområde är Israel. Inga underarter finns listade i Catalogue of Life.